# Альваро Монторо
Альваро Монторо (ісп. Álvaro Montoro, 17 квітня 2007, Консепсьйон, Тукуман) — аргентинський футболіст, атакувальний півзахисник «Ботафого».

## Клубна кар'єра

### Ранні роки
Монторо почав грати у футбол у футбольному клубі «Консепсьйон» у своєму рідному місті у 8 років. Під час перебування там привертав увагу скаутів від таких клубів, як «Бока Хуніорс», «Рівер Плейт» та «Сан-Лоренцо».

### «Велес Сарсфілд»
У 2016 році він приєднався до клубу «Велес Сарсфілд» з Буенос-Айреса, оскільки це був найкращий варіант, який розглядала його родина. Там він завершив дитячі тренування та почав грати в юнацьких чемпіонатах. У вересні 2023 року з'явилися новини про інтерес до його підписання з боку таких європейських команд, як «Барселона», «Севілья» та «Рома», через те, що він ще не мав підписаного професійного контракту з аргентинським клубом. Втім. європейські пропозиції не були реалізовані і Альваро підписав контракт з «Велесом» до 31 грудня 2025 року.
18 лютого 2024 року Монторо дебютував за першу команду рідного клубу у віці 16 років і 307 днів. Тренер Густаво Кінтерос випустив його на поле на 88-й хвилині матчу проти «Уракана» на стадіоні «Хосе Амальфітані». В останній атаці Альваро отримав м'яч у штрафному майданчику суперника після штрафного удару, одразу ж зробив навіс, а його товариш по команді Емануель Маммана закріпив перемогу з рахунком 1:0 ударом головою на 93-й хвилині. Загалом у своєму першому сезоні на дорослому рівні він зіграв 18 офіційних матчів і став з «Велесом» чемпіоном Аргентини.
На сезон 2025 року він отримав футболку з номером 10 і став стабільно виходити на поле. 3 квітня він дебютував на міжнародному рівні, зігравши проти уругвайського «Пеньяроля» у Кубку Лібертадорес. У перші хвилини другого тайму вони пропустили гол від Леонардо Фернандеса, але товариш Альваро по команді, Махер Каррісо, зрівняв рахунок на 78-й хвилині, перевівши гру в овертаймі. Там, під час штрафного удару на користь «Велеса», воротар суперників Мартін Кампанья відбив удар, але Монторо випередив весь захист і забив свій перший офіційний гол ударом лівою ногою, принісши своїй команді перемогу з рахунком 2:1. Він став наймолодшим гравцем, який забив гол у міжнародних змаганнях за свій клуб, у віці 17 років, 11 місяців і 16 днів. Загалом він зіграв 37 матчів за аргентинський клуб, забивши три голи та віддавши 2 результативні передачі.

### «Ботафого»
3 червня 2025 року Монторо перейшов у «Ботафого», підписавши контракт з бразильським клубом до кінця 2029 року.

## Виступи за збірну
У червні 2022 року Монторо вперше викликали до тренувального табору збірної U-17, у віці 15 років.
31 травня 2024 року його було викликано до молодіжної збірної U-20, яку очолював Хав'єр Маскерано. Альваро дебютував у цій команді 7 червня, вийшовши в стартовому складі в товариському матчі проти збірної США (0:1).